# Böheimkirchen
Böheimkirchen is een gemeente in de Oostenrijkse deelstaat Neder-Oostenrijk, gelegen in het district St. Pölten-Land. De gemeente heeft ongeveer 4800 inwoners.

## Geografie
Böheimkirchen heeft een oppervlakte van 45,57 km². Het ligt in het noordoosten van het land, ten westen van de hoofdstad Wenen en in de buurt van de deelstaathoofdstad Sankt Pölten.

## Zie ook

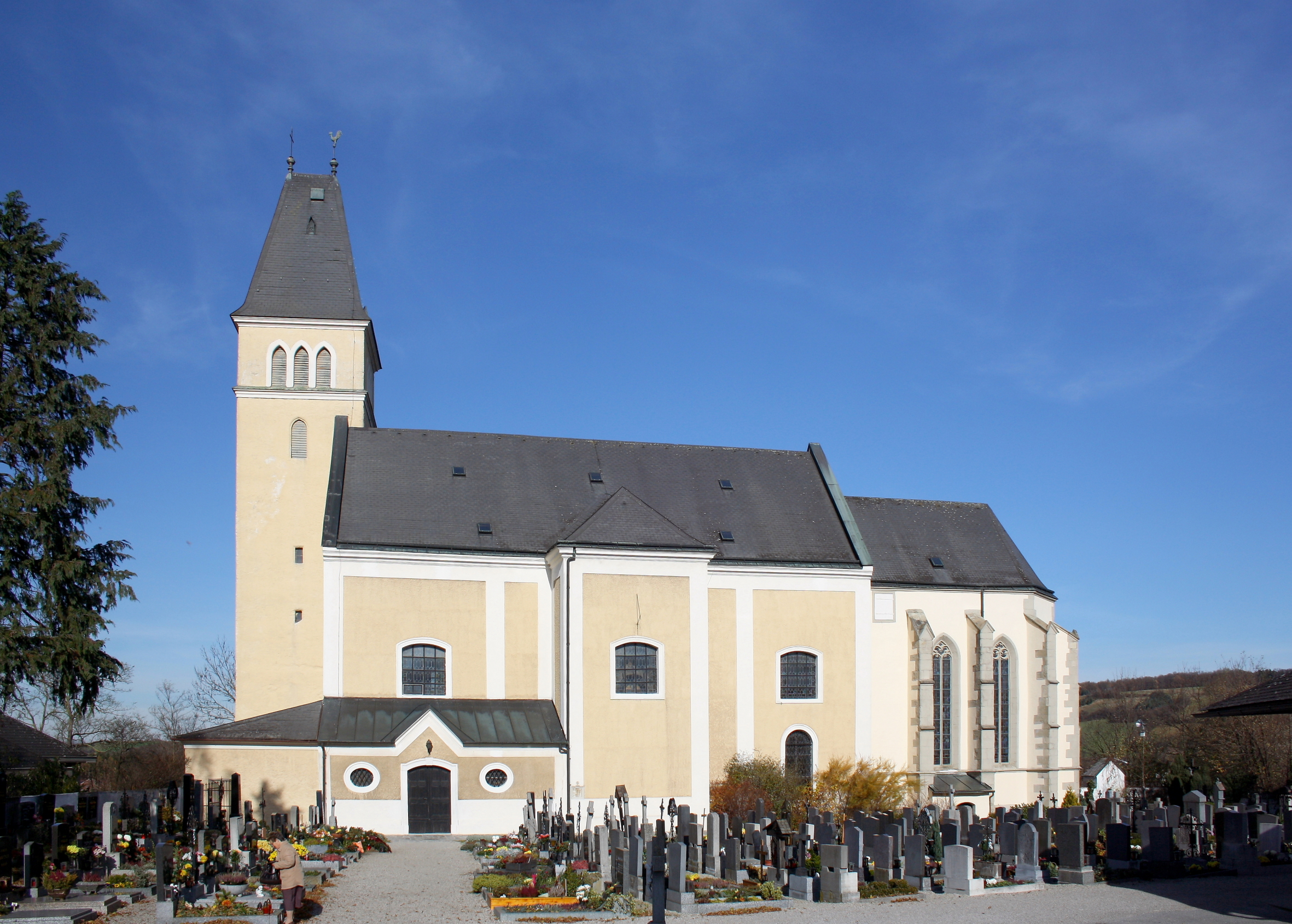
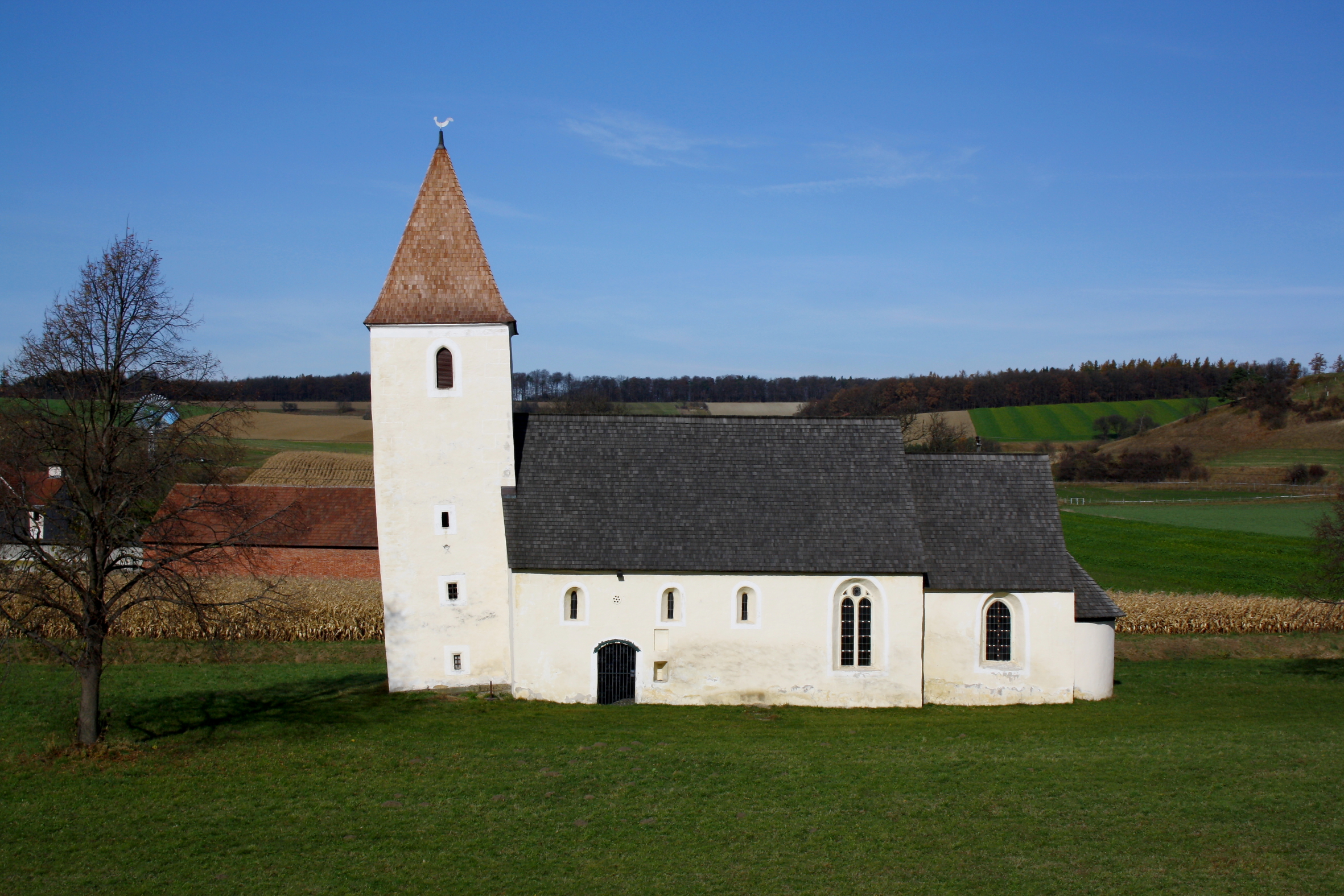
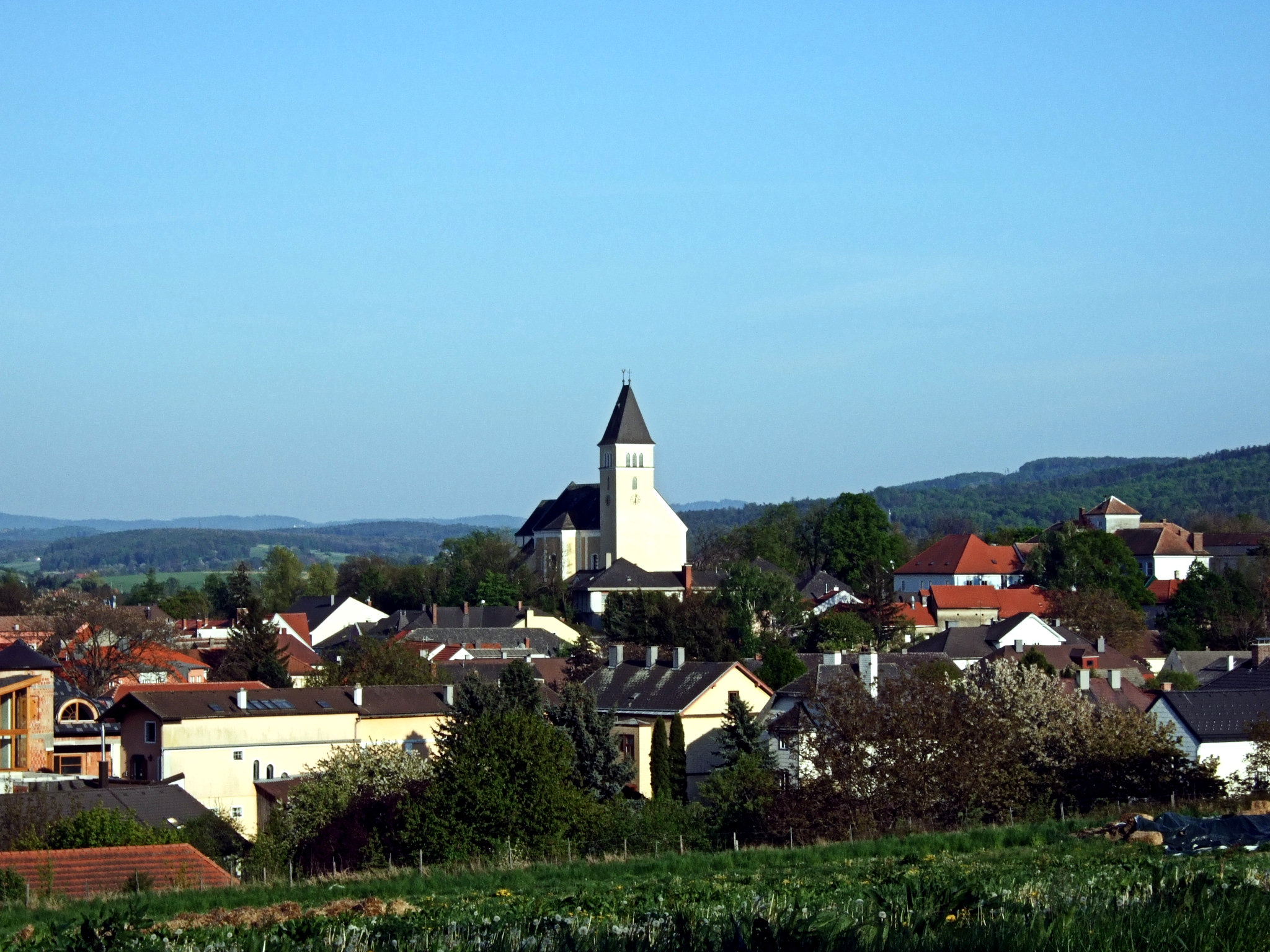
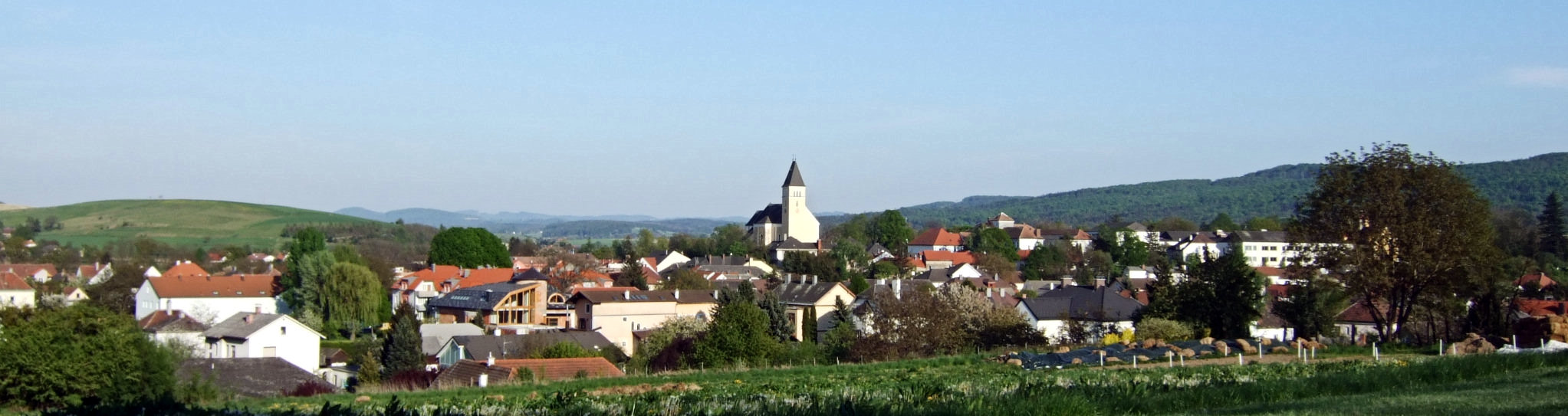